# Dépôt des Joncherolles

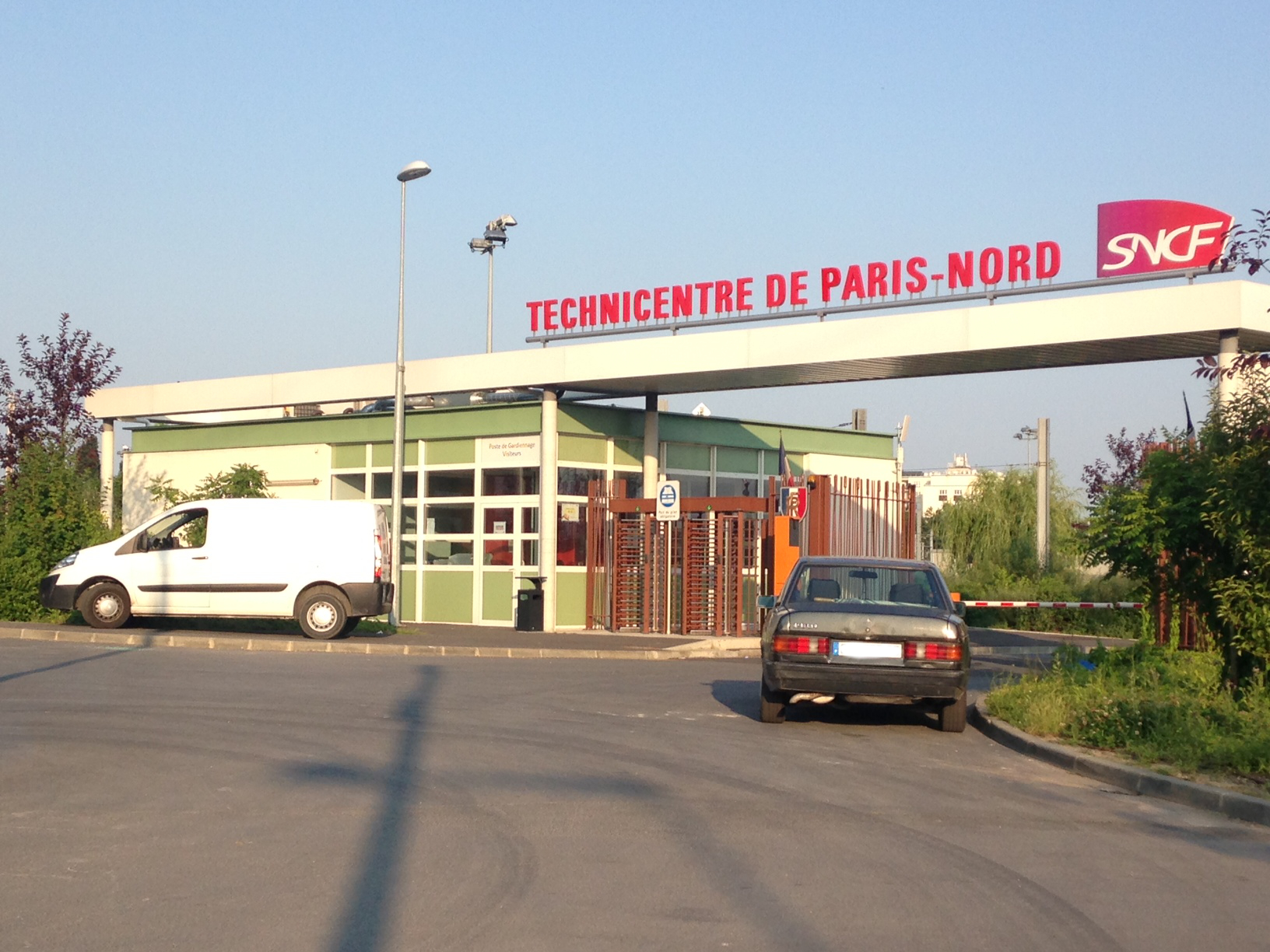
Entrée routière du dépôt, rue Marcel-Sembat, à Villetaneuse.

Le dépôt des Joncherolles est un technicentre de la Société nationale des chemins de fer français (SNCF) situé à 8 km de la gare de Paris-Nord sur le territoire de la commune de Villetaneuse, dans le département français de la Seine-Saint-Denis.
Ouvert en 1934 par la Compagnie des chemins de fer du Nord afin d'entretenir et de gérer les locomotives à vapeur du service de banlieue, il n'est plus utilisé après 1970 à la suite de l'achèvement de l'électrification des lignes de la banlieue Nord. La SNCF fait démolir les anciennes installations vapeur fin 1983.
Le site revit à partir de la fin des années 1980, lors de la construction d'un important atelier d'entretien dévolu aux rames du RER D, dont la ligne fut mise en service en 1987, et des trains de la banlieue Nord. Ce dépôt dépend de l'établissement de maintenance du matériel (EMM) de Paris-Nord. Le site doit se développer de 2009 à 2015, dans le cadre du « Projet grand Joncherolles », afin de gérer l'intégralité des rames de banlieue de la région SNCF de Paris-Nord.

## Localisation
Le dépôt se situe le long des quatre voies de la ligne de Paris-Nord à Lille, à mi-chemin des gares de Saint-Denis et de Pierrefitte - Stains. Il est implanté pour l'essentiel à l'est du territoire de la commune de Villetaneuse, mais il s'étend également sur le territoire de Pierrefitte-sur-Seine et de Saint-Denis, dans le département français de la Seine-Saint-Denis.

## Le temps de la vapeur
Le dépôt des Joncherolles est mis en chantier en 1935 en même temps qu'un faisceau d'une capacité de vingt-quatre rames destiné à garer les matériels de banlieue.
Il est le dernier dépôt créé par la Compagnie des chemins de fer du Nord, et le dernier établissement ouvert avant les créations — récentes — des installations TGV. Il est destiné à gérer et entretenir les locomotives à vapeur du service de banlieue, alors en pleine expansion, qui dépendaient auparavant du dépôt de La Chapelle (situé à quelques centaines de mètres de la gare de Paris-Nord).
Lors de la création de la SNCF, le dépôt de La Chapelle gère les locomotives « grandes lignes », les dépôts de La Plaine et du Bourget gèrent les locomotives de trains de marchandises, le dépôt de Mitry-Mory gère les locomotives desservant la banlieue de la ligne Paris – Aulnay, et les Joncherolles celles des lignes Paris – Ermont, Paris – Pontoise, Paris – Persan - Beaumont et Paris – Creil.
En raison de l'électrification progressive des lignes de la banlieue nord de 1958 à 1970, le dépôt des Joncherolles ferme ses portes le jour de la dernière circulation vapeur de la région entre Paris-Nord et Valmondois, le 12 décembre 1970. Fin 1983, la SNCF fait démolir les anciennes installations vapeur devenues inutiles.
Afin de loger une partie des salariés, la Compagnie du Nord réalise à Villetaneuse une cité ouvrière jouxtant le dépôt, qui subsiste toujours, mais a désormais un statut HLM et est propriété d'une filiale de la SNCF, la SA HLM « La Sablière ».

### Installations du dépôt vapeur

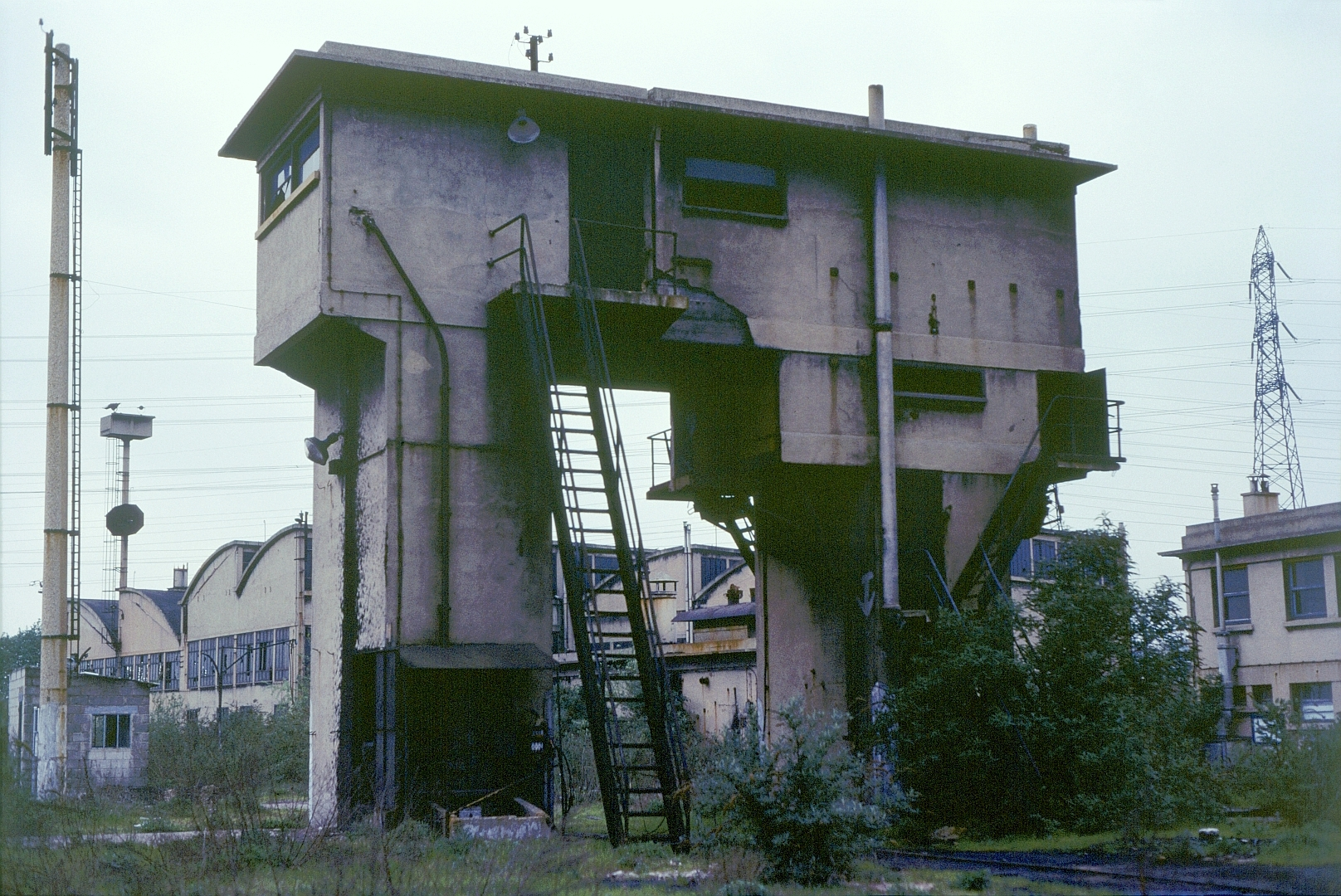
Le toboggan à charbon du dépôt vapeur des Joncherolles en 1978.

Les installations sont constituées par une demi-rotonde en béton de 12 voies, ainsi que de 17 voies non couvertes. L'ensemble est desservi par une plaque tournante de 24 m de longueur. Les autres installations sont notamment constituées d'un portique pour le chargement du charbon (en provenance notamment des mines d'Aniche et de Liévin), appelé « toboggan » et d'un bâtiment administratif, avec un foyer et une cantine.
En 1968, le dépôt compte 160 agents de conduite et 70 ouvriers, pour le personnel roulant, auquel il faut ajouter 64 agents sédentaires, soit 294 emplois.

### Locomotives à vapeur en gérance

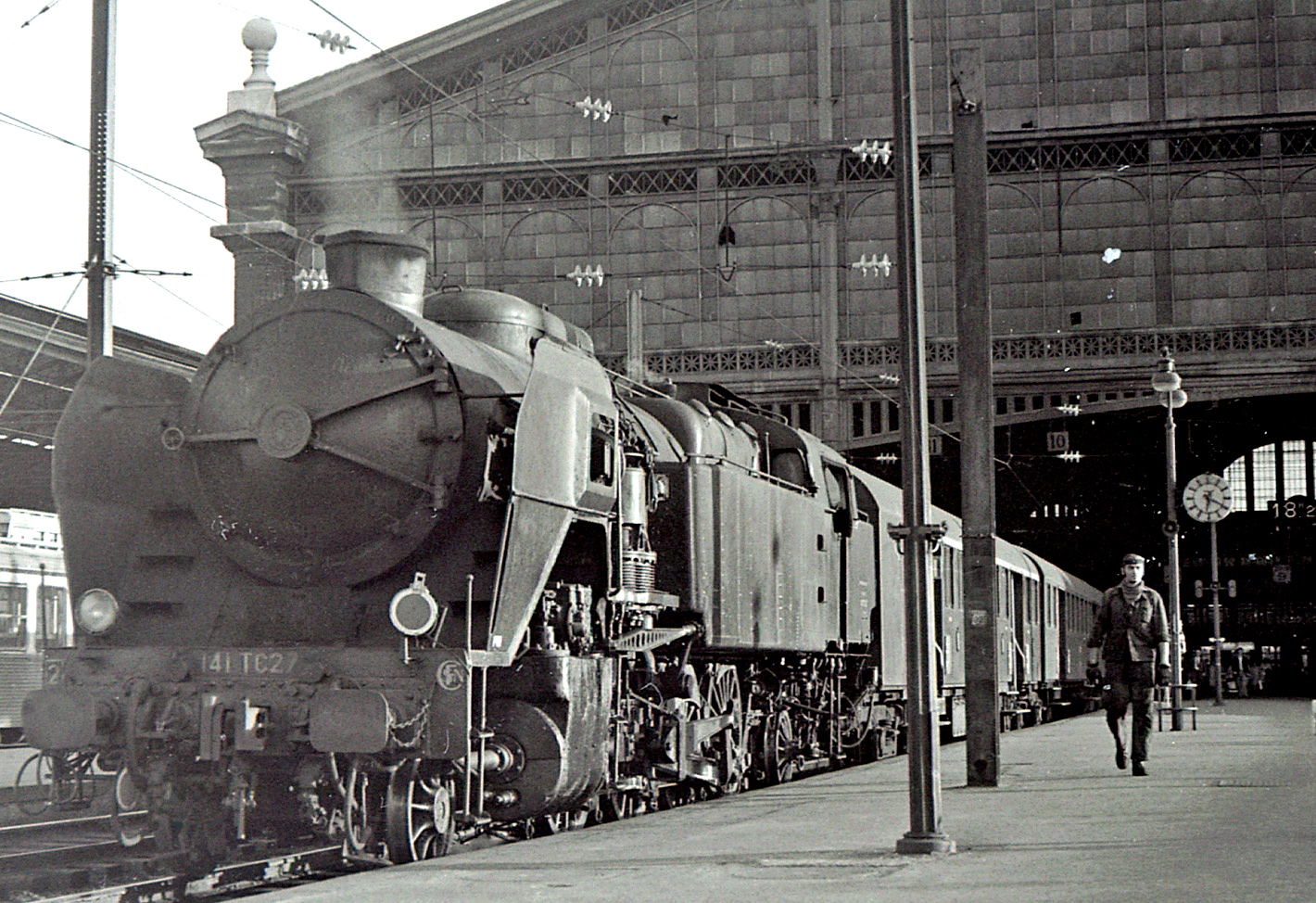
La 141 TC 27 du dépôt des Joncherolles, en gare de Paris-Nord au mois d'août 1970.

Les premières locomotives gérées par le dépôt sont des 230 série 3121 à 3125 ainsi que des 232 TA, mutées au dépôt de Fives à partir de 1934-1935 et remplacées par des 141 TC, locomotives à vapeur emblématiques de la banlieue nord, les 040 TG 32, 42 et 45 et les 050 TQ 5 et 32 et quelques « Pacific » Chapelon.
En 1938, à la création de la SNCF, le dépôt comprend vingt-sept 2-141 TC, sept 2-232 TA, la 2-230 TA 5 et deux 2-130 TB attribuées à la Compagnie du Nord par la convention d'armistice de la Première Guerre mondiale. En 1950, le dépôt est titulaire de trente-neuf 141 TC dont huit garées bon état et de six 040 TA pour les manœuvres de gare et du dépôt.
La fermeture à la vapeur du dépôt de La Plaine entraîne la mutation en février 1959 aux Joncherolles de la 030 TU 20, des 040 TG 53 et 80 et de quatre 050 TQ.
En octobre 1961, arrivent trois « Pacific » Chapelon (231 E 25, 26 et 47), chassées du dépôt de La Chapelle par l’électrification et qui assurent alors les trains de voyageurs sur la ligne Paris-Laon-Hirson. Elles sont radiées en décembre 1962.
En 1961, le dépôt gérait la 040 TA de la ligne d'Enghien-les-Bains à Montmorency.
En 1968, à la fin de la vie du dépôt vapeur, celui-ci a notamment en gestion les locomotives 141 TC 1, 2, 5, 8, 10, 12 à 16, 20, 25 à 27, 30, 32 à 34, 36, 37, 39, 40, 41, 45, 47, 49, 50, 51, 53, 54, 57, 58, 59, 60 et 69, les autres 141 TC étant gérées par le dépôt de Persan - Beaumont.
Celles-ci circulent sur les lignes de banlieue suivantes :
- Paris – Ermont par les Grésillons ;
- Paris – Persan - Beaumont par Montsoult-Maffliers, par Valmondois et par Pontoise ;
- les trains-navettes entre Ermont et Argenteuil ;
- certains trains entre Persan - Beaumont et Creil, des trains omnibus entre Paris et Beauvais ou autour de cette ville.

Le dépôt dispose d'une annexe à la gare de Persan - Beaumont, le dépôt de Persan, et, à la fin de l'exploitation, les locomotives 141 TC sont exploitées en pool, avec deux équipes titulaires, l'une des Joncherolles, l'autre de Persan. En 1968, les locomotives en pool des deux dépôts tractent 264 trains journaliers, soit un parcours mensuel de 240 000 à 265 000 km. En 1967, elles parcourent 2 838 000 km.

## Installations actuelles: le technicentre de Paris-Nord
À l'occasion de la réalisation de la jonction des banlieues Sud-est et Nord dans le cadre du RER D, la SNCF a créé un important site de remisage et d'entretien sur l'emplacement de l'ancien dépôt, gérant une centaine de rames Transilien utilisées sur la banlieue nord.
Le bâtiment d'entretien accueille des rames de banlieue entières sur ses 4 voies (3 sur fosses et 1 de levage). À ce bâtiment a été ajouté un bâtiment annexe abritant un tour en fosse, permettant de reprofiler les essieux des rames.

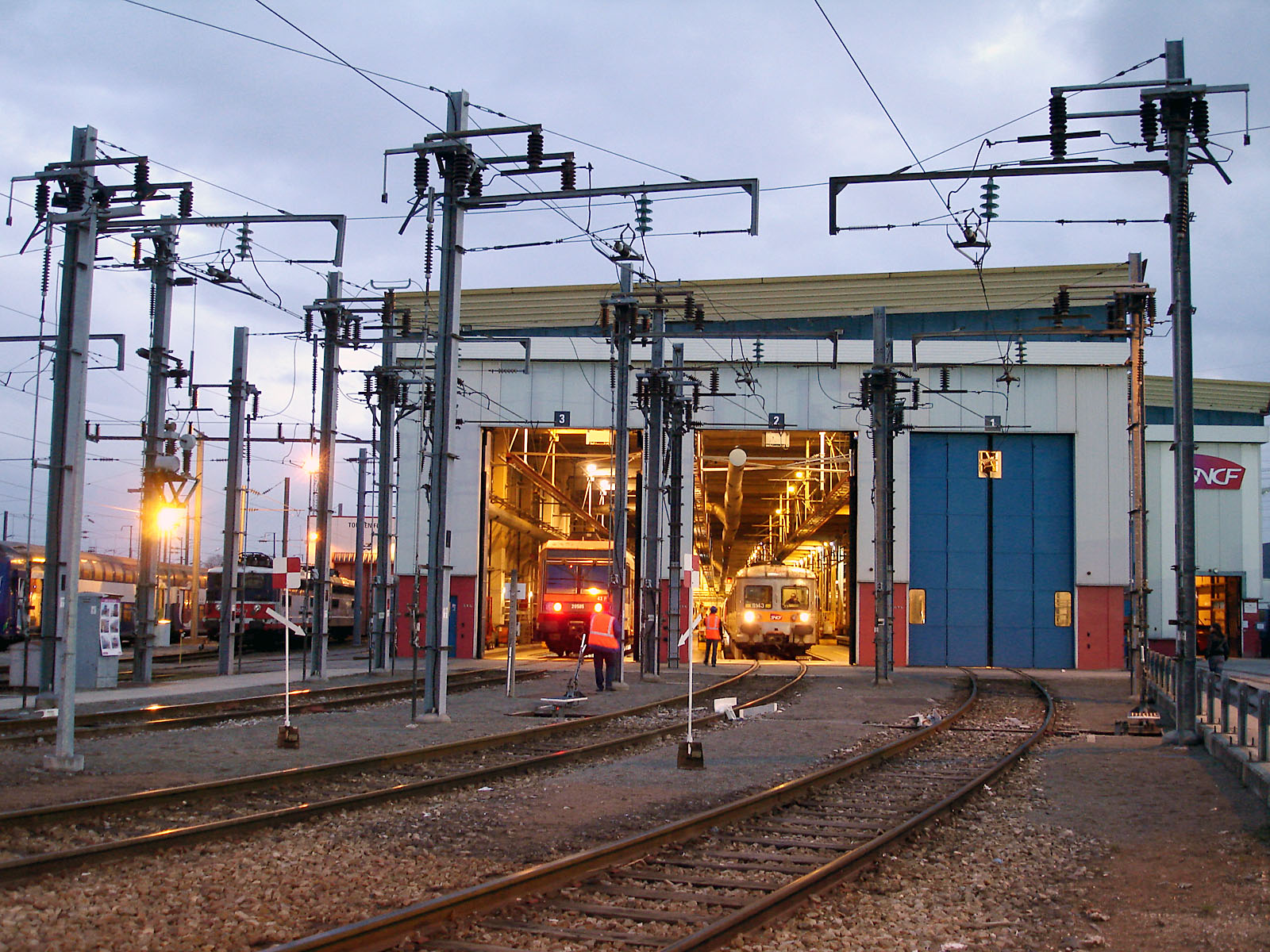
Entrée de l'atelier numéro 1.
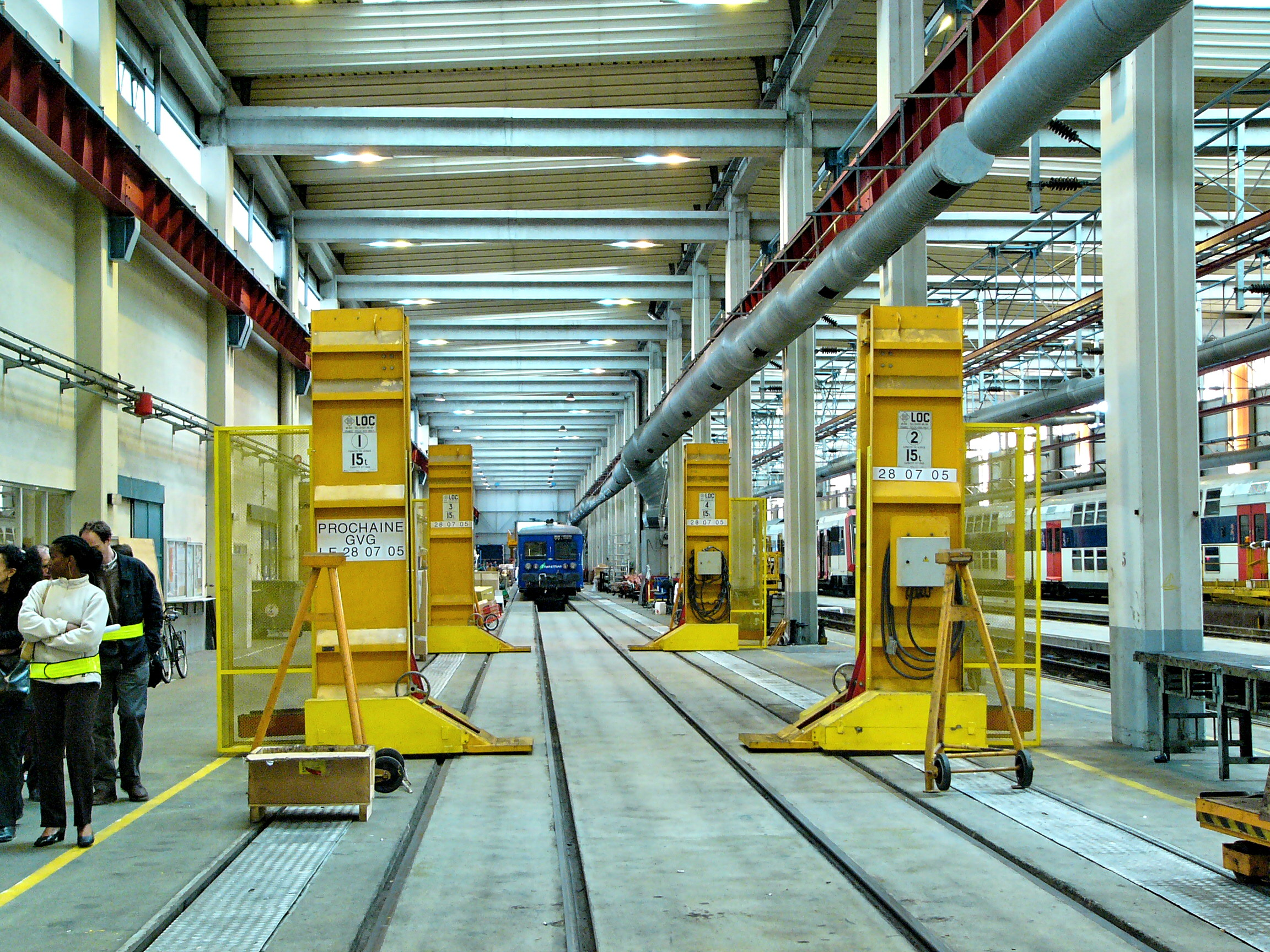
Intérieur de l'atelier. Il reçoit une rame de banlieue entière dans chacune de ses voies. Les vérins visibles au premier plan permettent de lever les caisses, en les désolidarisant de leurs bogies.
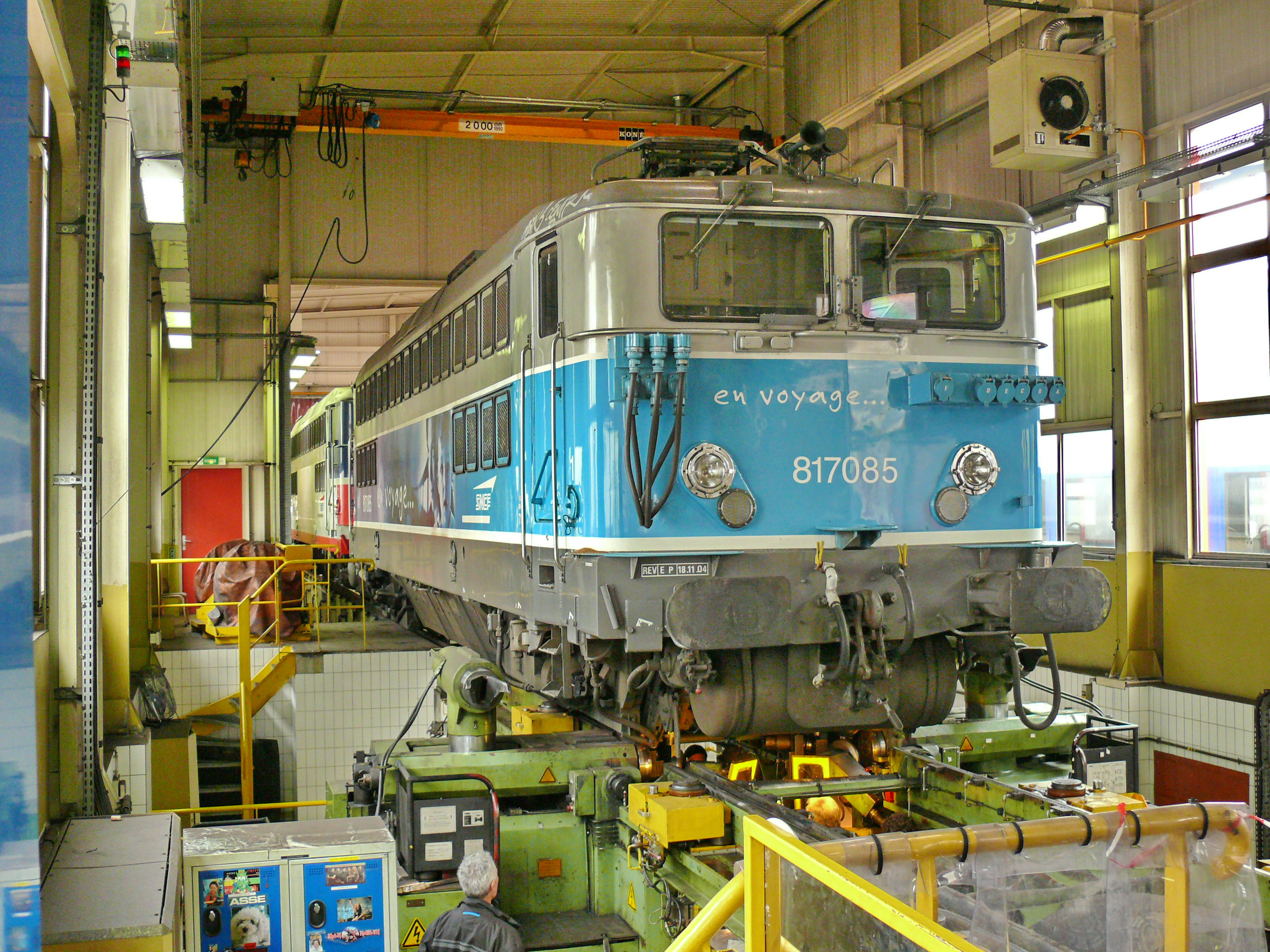
L'atelier est équipé d'un tour en fosse qui lui permet de reprofiler les roues des essieux sans les démonter.
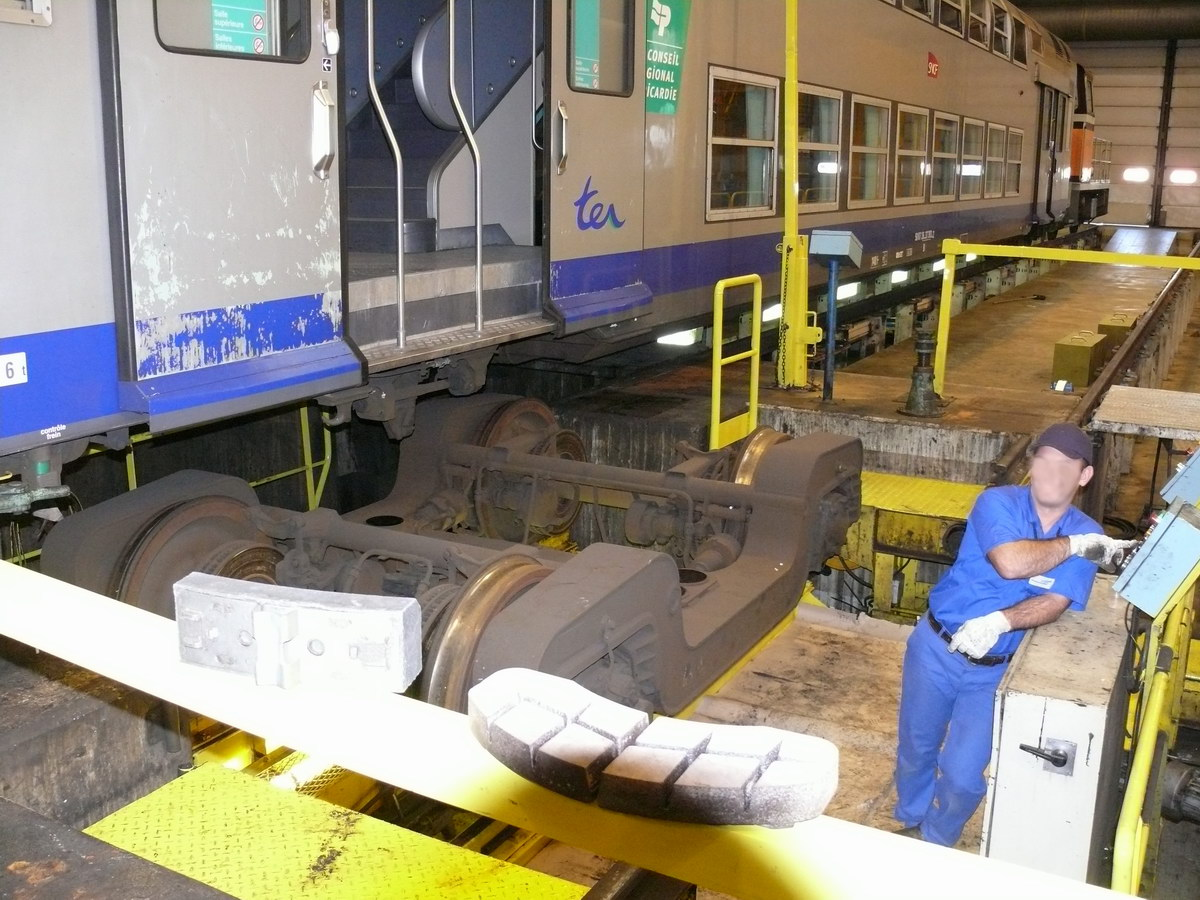
L'atelier comprend un vérin en fosse, qui permet de déposer un bogie afin d'assurer son entretien. Ici, le bogie est en cours de déplacement latéral sur le vérin, après sa séparation de la voiture par une translation verticale.
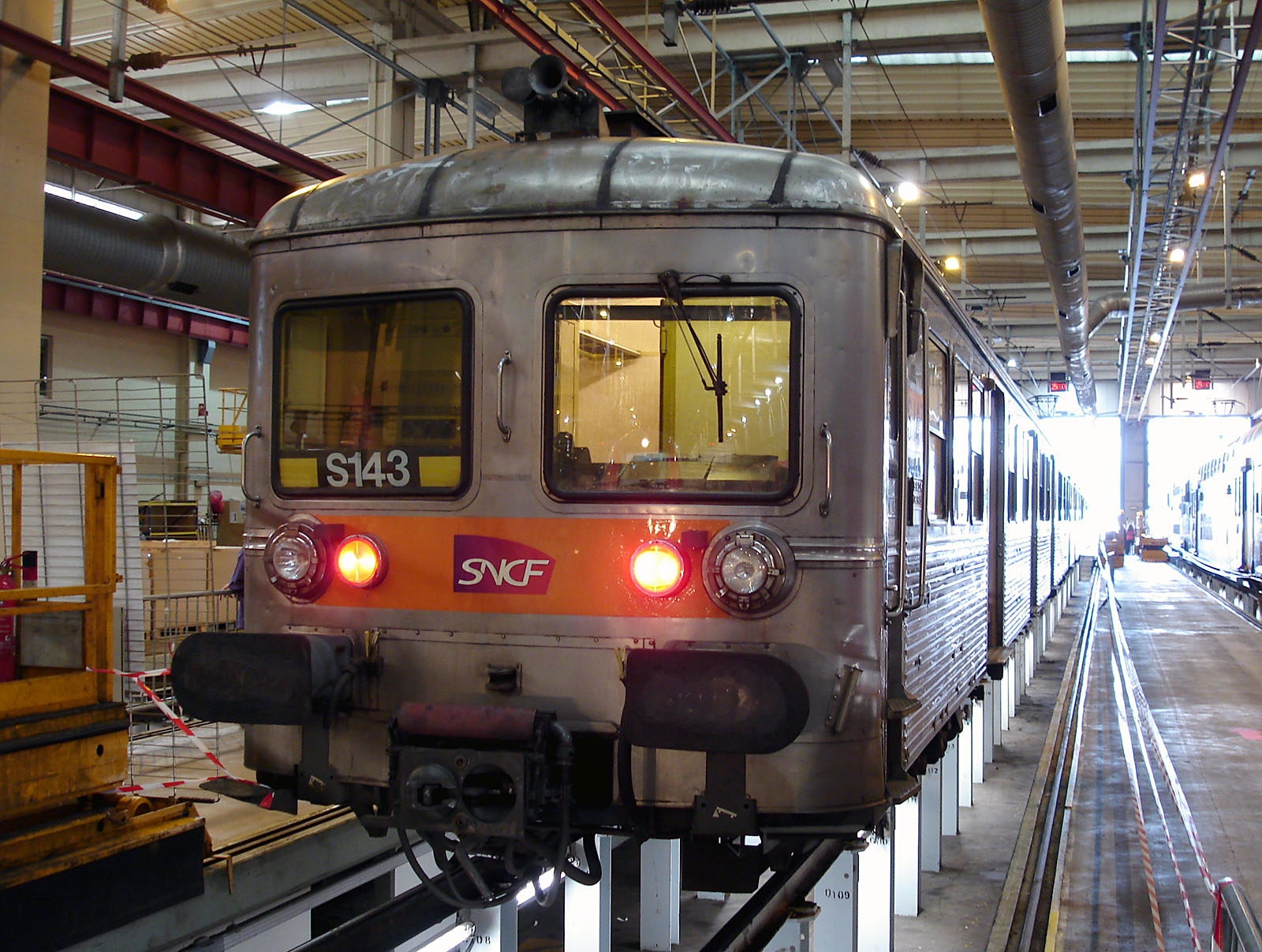
Une rame Z 6100 sur la voie 1 GVG (Grande Visite Générale) de l'atelier numéro 1.

Historiquement les toutes premières rames entretenus sur ce site après sa reconstruction et sa réouverture en 1987, fut les rames Z 8800, au moment de l'ouverture de la ligne D du RER entre Villiers-le-Bel et Châtelet - Les Halles, un an plus tard en 1988, les premières rames Z 20500 débarquent et remplacement les Z 8000 mutées sur le RER C, certaines rames Z 20500 seront utilisées sur la banlieue Nord (acutelle ligne H). En 2007, l'unité de nettoyage des Joncherolles assurait 16 100 nettoyages de rames, 960 lavages de rames et 720 grands nettoyages, remettant la rame dans son état d'origine. En 2016, il s'agit du plus important site de maintenance et de nettoyage des rames de la SNCF, où sont traitées une cinquantaine de rames chaque jour, principalement les voitures de deux lignes du réseau Transilien, la ligne H (de Paris-Nord à Persan - Beaumont, entre autres) et la ligne K (de Paris-Nord à Crépy-en-Valois).
Rames en gérance

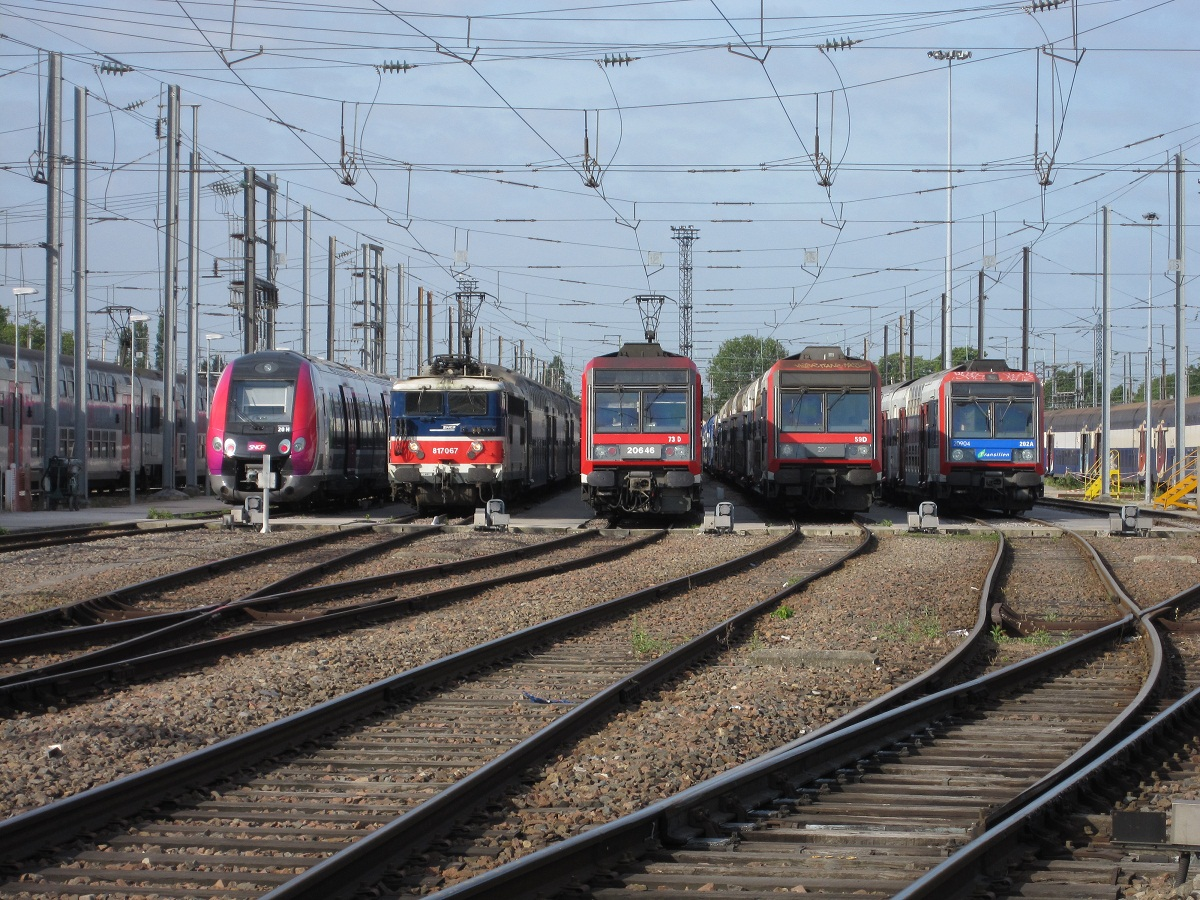
Trains des lignes D et H stationnées sur les faisceaux de garage.

- 100 rames Z 50000 affectées à la ligne H .
- 61 rames Z 20500 (affectées à partir de fin 1988) .

## Le projet grand Joncherolles: l'entretien des ramesFrancilien

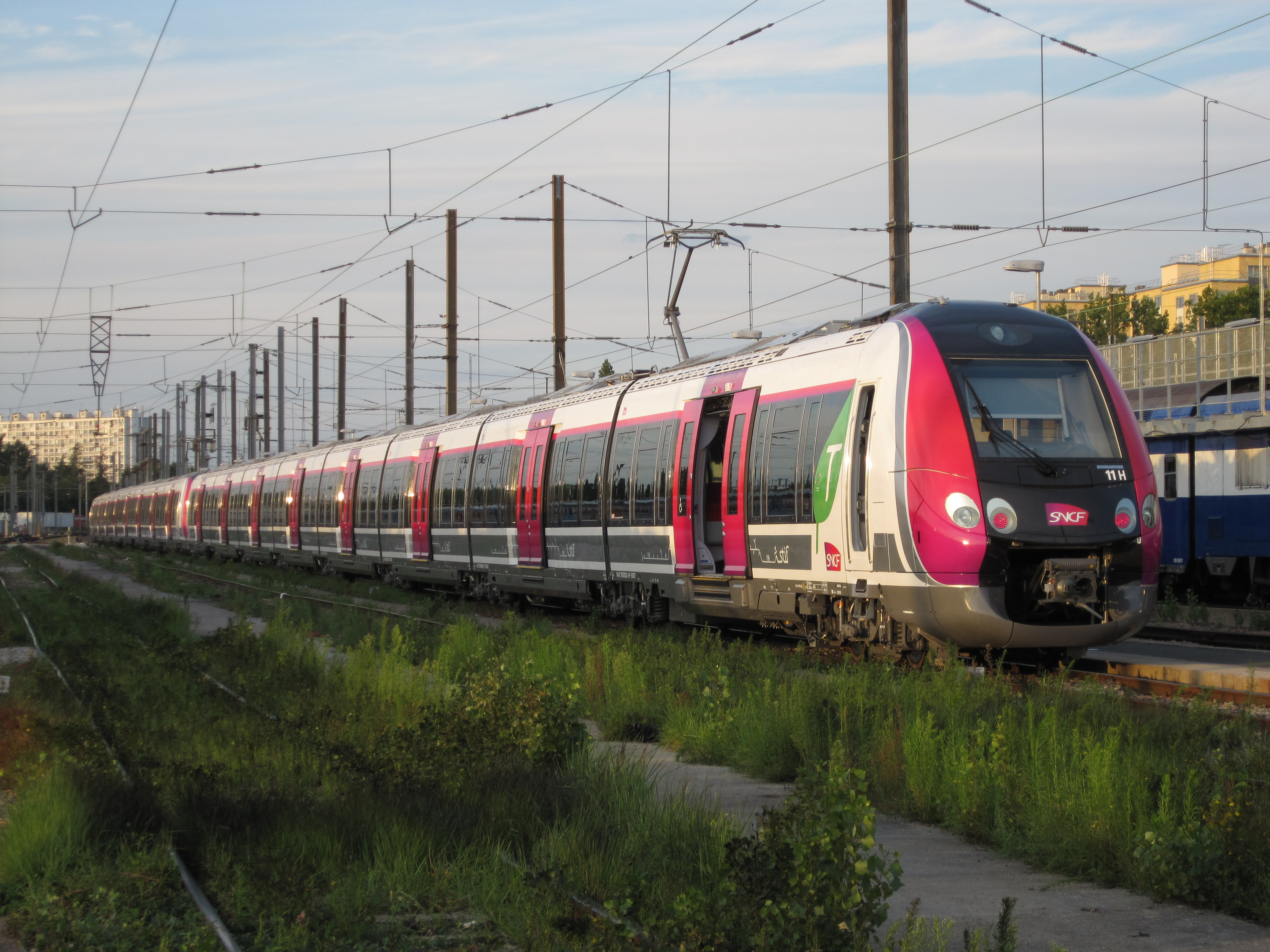
Une nouvelle automotrice Transilien (NAT) ou Z 50000 au dépôt en août 2010.

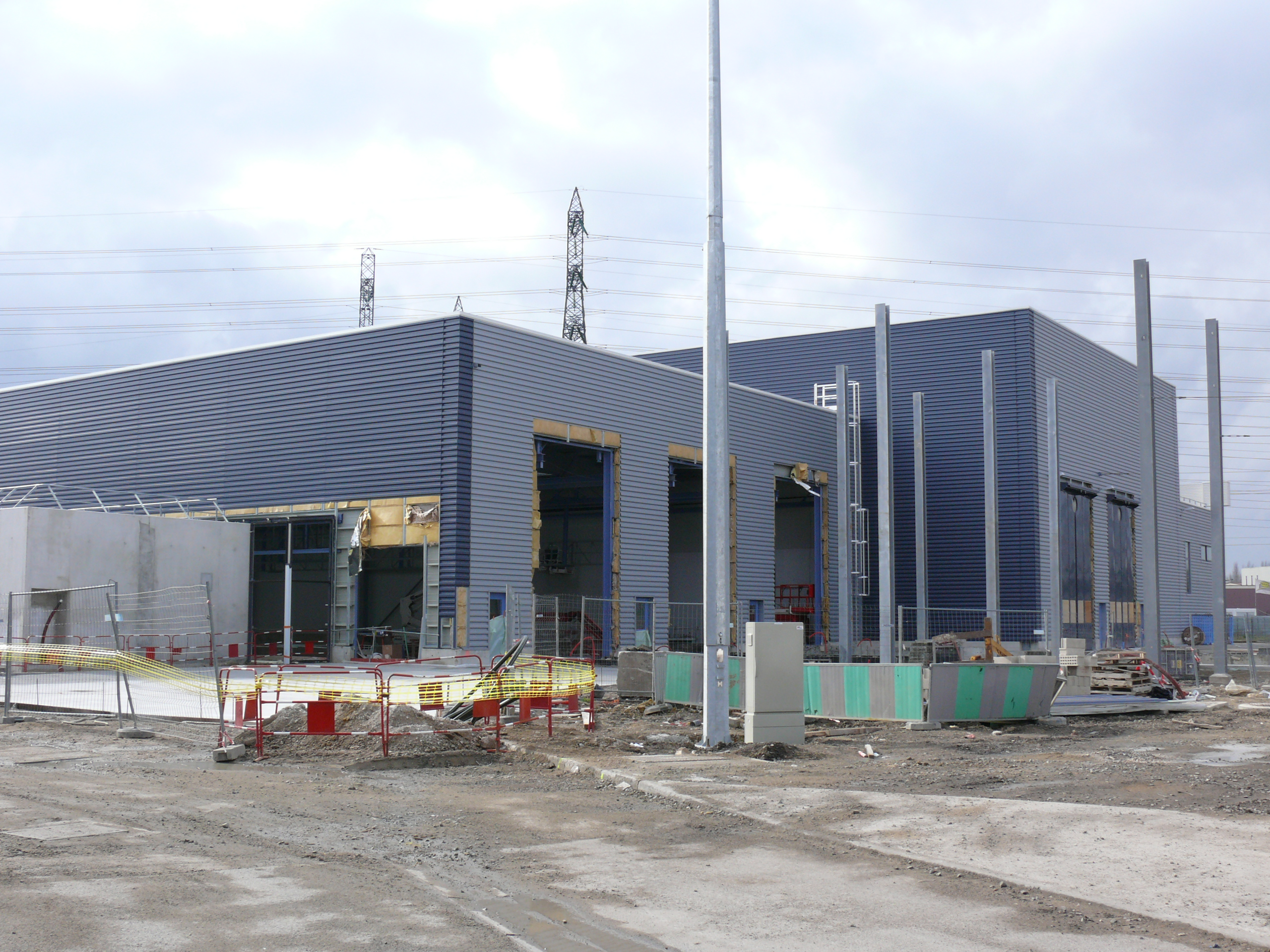
Le nouvel atelier du Technicentre Paris-Nord ici en construction a été livré fin 2010.

Afin de permettre l'entretien des 100 rames Z 50000 (Nouvelle automotrice Transilien (NAT) dite « Francilien ») affectées au réseau nord et livrées à partir de fin 2009, la SNCF a acquis un terrain jouxtant le bâtiment d'entretien édifié dans les années 1990, afin d'y construire un nouvel atelier d'entretien de 4 000 m2, dévolu à ces matériels. Cet atelier à trois voies sur fosse avec ponts et passerelles, d'une longueur utile de 140 mètres, sera principalement destiné aux opérations de maintenance de niveau 2 (c'est-à-dire à périodicité hebdomadaire ou mensuelle, immobilisant le matériel sur une durée comprise entre 1 h et 5 h) ou de niveau 3 (à périodicité annuelle, immobilisant le matériel sur une durée comprise entre un et cinq jours), réalisables entre pointes, de jour comme de nuit, pour des Z 50000 (Francilien) en unité simple ou des rames à deux niveaux.
Sa réalisation a été conçue dans le cadre d'une démarche de protection de l'environnement. Le nouveau bâtiment est doté d'une toiture dotée de panneaux photovoltaïques et d'une station d'épuration permettant de recycler 70 % des eaux de lavage, soit 55 m3  d'eau économisés par jour, ainsi que d'une meilleure prise en compte des déchets et a été conçu pour favoriser son insertion dans son environnement. L'investissement, de l'ordre de 62 millions d'euros, dont 3,9 apportés par la communauté d'agglomération Plaine Commune, permettra de rassembler les activités de La Chapelle et des Joncherolles sur un seul site, qui prendra le nom de technicentre Paris-Nord - Site des Joncherolles. Le technicentre de Paris-Nord gère également le site de Mitry.
À l'échéance de 2015, les installations s'étendront sur plus de douze hectares, dotées de 12 km de voies (dont dix voies nouvelles), et permettront la maintenance de 160 à 170 rames du réseau Transilien, soit la totalité de celles affectées au Transilien Paris-Nord (ligne H) et la moitié de celles affectées au RER D, l'autre moitié étant gérée par le technicentre de Villeneuve, sur le réseau sud-est.
L'établissement emploiera 500 personnes environ, dont 330 cheminots SNCF et 170 salariés de l'entreprise titulaire du marché de nettoyage des rames. Le site bénéficiera donc d'investissements importants en outillage, et comprendra notamment un nouveau vérin en fosse traversant de deux voies, permettant de traiter les Z 50000 et les Z 20500 sans devoir démonter chaque voiture.
Le chantier de modification des Joncherolles a débuté au printemps 2009, avec une livraison en deux phases, en avril et en octobre 2010. Cela permet l'accueil des Z 50000, dont les premiers éléments ont été livrés fin 2009, la suite de la série devant arriver jusqu'en 2014, à raison de 30 rames par an.

## Modernisation à partir de 2018
Une modernisation d'une partie du site est lancée en 2018 afin de pouvoir assurer la maintenance du futur RER NG devant être mis en service sur la ligne D.